# Uckerland
Uckerland [ˈuːkɐlant] ist eine amtsfreie uckermärkische Gemeinde im Landkreis Uckermark in Brandenburg.
Uckerland (terra Ukera) nannte sich auch das Stammesgebiet der Ukranen, bevor es unter den Markgrafen von Brandenburg zur Uckermark wurde.

## Gemeindegliederung

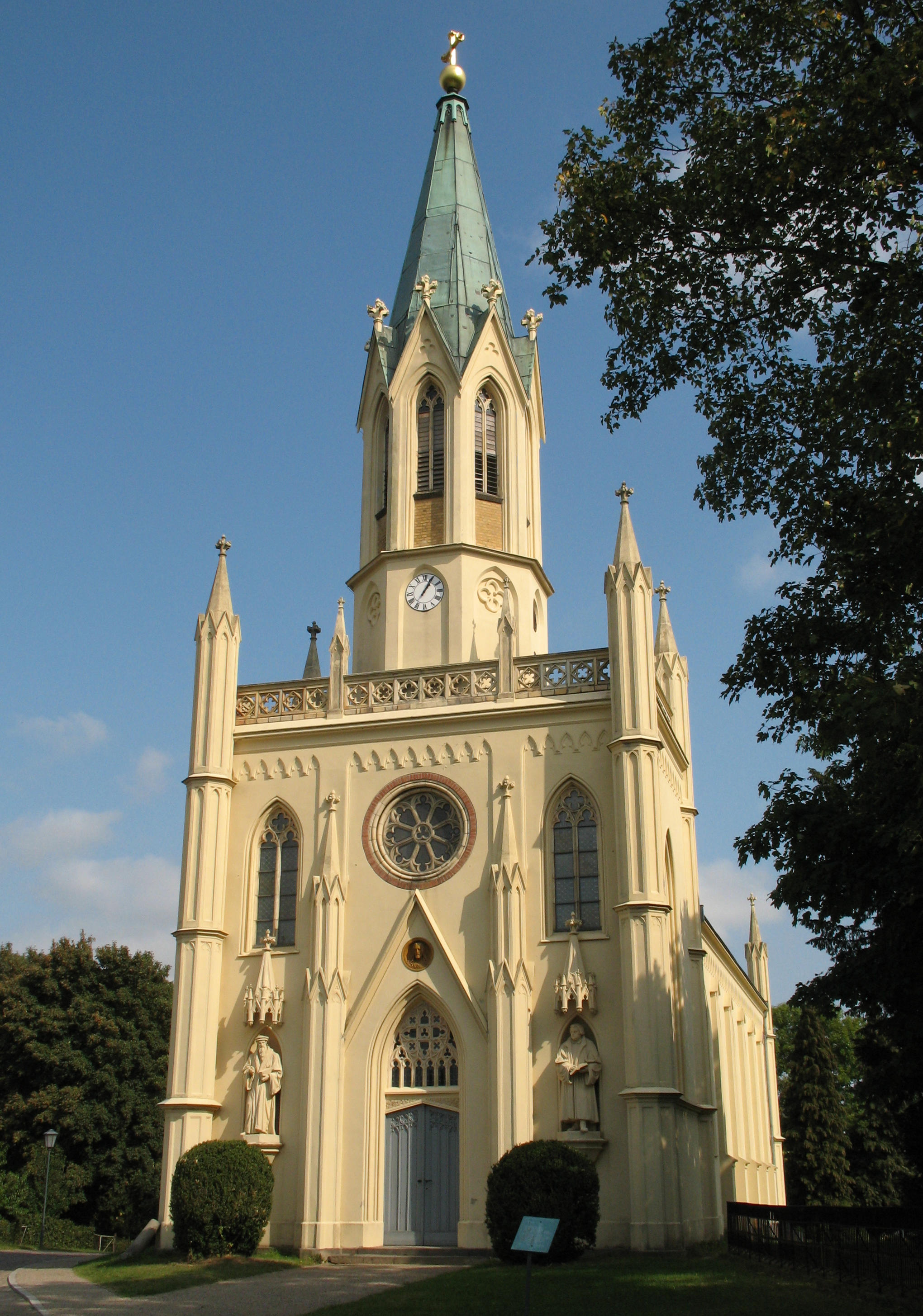
Kirche in Wolfshagen

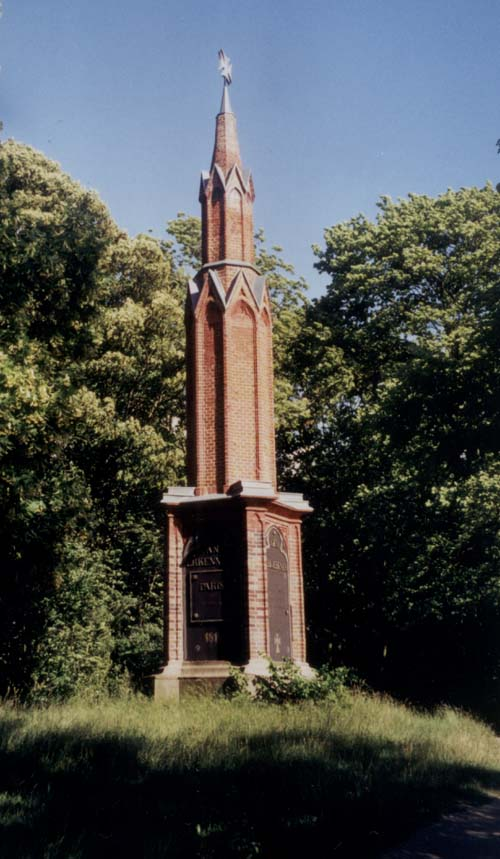
Denkmal für die Befreiungskriege in Wolfshagen

Die Gemeinde gliedert sich in 11 Orts- und 19 bewohnte Gemeindeteile:
- Fahrenholz mit dem Gemeindeteil Lindhorst
- Güterberg mit dem Gemeindeteil Carolinenthal
- Hetzdorf mit den Gemeindeteilen Gneisenau, Kleisthöhe, Lemmersdorf und Schlepkow
- Jagow mit den Gemeindeteilen Dolgen, Karlstein, Kutzerow, Lauenhof, Taschenberg und Uhlenhof
- Lübbenow
- Milow mit dem Gemeindeteil Jahnkeshof
- Nechlin
- Trebenow mit den Gemeindeteilen Bandelow, Neumannshof und Werbelow
- Wilsickow
- Wismar mit dem Gemeindeteil Hansfelde
- Wolfshagen mit den Gemeindeteilen Amalienhof und Ottenhagen

Hinzu kommen 10 Wohnplätze: Ausbau Wilsickow, Bandelow-Siedlung, Grünhagen, Hohen Tutow, Lemmersdorfer Mühle, Nechlin Ausbau, Ravensmühle, Schindelmühle, Taschenberg Ausbau und Zarnkehöfe.
Darüber hinaus findet sich auf dem Gemeindegebiet eine Wüstung: Neuhof

## Geschichte

### Bis 1990
Alle Gemeinden gehörten bis zum 30. Juni 1950 zum brandenburgischen Landkreis Prenzlau. Am 1. Juli 1950 wechselten vier Gemeinden (Güterberg, Milow, Wilsickow, Wismar) in den mecklenburgischen Kreis Pasewalk.
Am 25. Juli 1952 wurden die Länder der DDR durch Gesetz aufgelöst und 14 Bezirke geschaffen. Dadurch wurden alle diese Gemeinden dem Bezirk Neubrandenburg zugeordnet. Bis auf eine Ausnahme gehörten die Orte nun zum neugeschaffenen Kreis Strasburg. Lediglich Nechlin wechselte in den Kreis Pasewalk.
Eingemeindungen innerhalb der heutigen Ortsteile
- 1. Juli 1950 Eingliederung von Hetzdorf in Lemmersdorf[4]
- 1. Januar 1957 Eingliederung von Werbelow in Trebenow
- 1. August 1973 Eingliederung von Bandelow in Trebenow
- 2. Mai 1979 Eingliederung von Schlepkow in Lemmersdorf
- 31. Dezember 2001 Umbenennung von Lemmersdorf in Hetzdorf

### Nach 1990
Am 1. Juni 1992 wurde das Amt Lübbenow (Uckermark) im Kreis Strasburg in Mecklenburg-Vorpommern gegründet, dem die heutigen Ortsteile von Uckerland zugeordnet wurden. Durch Bürgerentscheid kam es am 1. August 1992 zum Kreis Prenzlau und wechselte somit in das Land Brandenburg.
Die Gemeinde Uckerland entstand am 31. Dezember 2001 aus dem Zusammenschluss der bis dahin selbstständigen Gemeinden Fahrenholz, Güterberg, Jagow, Lemmersdorf, Lübbenow, Milow, Nechlin, Trebenow, Wilsickow, Wismar und Wolfshagen. Diese waren bis dahin amtsangehörige Gemeinden des Amtes Lübbenow, das im Zuge der Gemeindeneugliederung im Land Brandenburg zum 31. Dezember 2001 aufgelöst wurde. Die Gemeindebezeichnung Uckerland wurde im Gemeindeneugliederungsvertrag vom 22. November 2001 festgeschrieben.

### Geschichte der Ortsteile
Fahrenholz und Lindhorst
Fahrenholz erste urkundliche Erwähnung stammt von 1287.
Lindhorst erste urkundliche Erwähnung stammt von 1375 als Lynthorst. Der Name wird als Dorf an einer mit Linden bestandenen Erhöhung im Wiesengelände gedeutet.
Güterberg und Carolinenthal
Güterbergs erste urkundliche Erwähnung war 1608 als Guetterberch.

Carolinenthal wurde 1745 erstmals urkundlich erwähnt.
Hetzdorf, Gneisenau, Kleisthöhe, Lemmersdorf und Schlepkow
Hetzdorfs erste urkundliche Erwähnung stammt von 1286. Der Name des Ortes leitet sich von dem Personennamen Hezel, einer Kurzform von Hermann, ab. Sehenswert ist die frühgotische Dorfkirche Hetzdorf aus dem 13. Jahrhundert.

Schlepkows erste urkundliche Erwähnung als Slepecow stammt von 1321. Der slawische Name stammt vom Personennamen Slepek ab, was Blinder bedeutet.

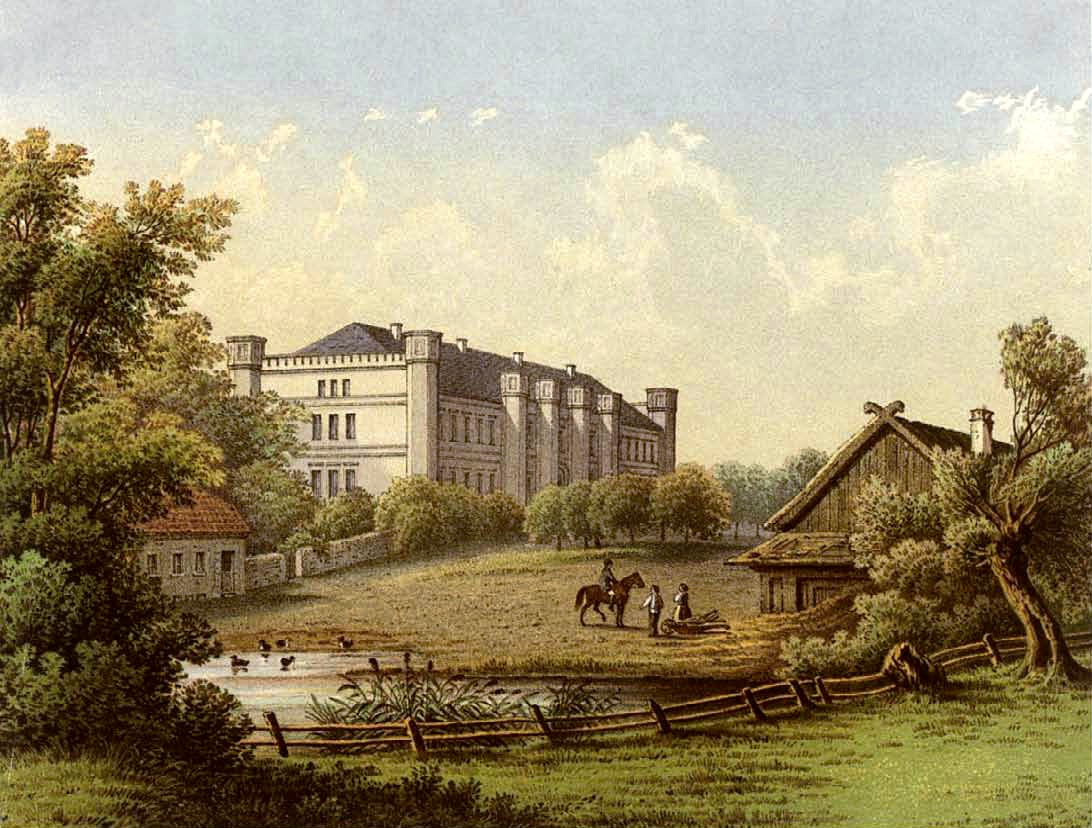
Schloss Jagow, Sammlung Alexander Duncker

Jagow war Stammsitz des gleichnamigen Adelsgeschlechtes von Jagow.
Lübbenow wurde urkundlich erstmals Anfang des 14. Jahrhunderts erwähnt. Das klassizistische Herrenhaus Lübbenow entstand zwischen 1812 und 1826 und wurde mehrfach umgebaut und um 1923/27 erweitert. Das Gut war u. a. im Besitz der Familie von Stülpnagel-Dargitz bis 1945.
Trebenow
Trebenows erste urkundliche Erwähnung stammt von 1321. Der Ortsname leitet sich vom Personennamen Treben ab.

Bandelow wurde 1312 und Werbelow 1343 erstmals erwähnt.
Wilsickow wurde 1375 erstmals urkundlich erwähnt. Die Sanierung der Kirche aus dem 13. Jahrhundert wurde 1992 abgeschlossen.
Wismar wurde 1316 erstmals urkundlich erwähnt.
 Der Name leitet sich von Wismaria Ort des Vysěmêr oder Visemêr ab, dem slawischen Lokator des Ortes.

## Bevölkerungsentwicklung
| Jahr | Einwohner |
| ---- | --------- |
| 2001 | 3 672     |
| 2005 | 3 384     |
| 2010 | 3 014     |
| 2015 | 2 740     |
| 2020 | 2 578     |

| Jahr | Einwohner |
| ---- | --------- |
| 2021 | 2 543     |
| 2022 | 2 497     |
| 2023 | 2 448     |
| 2024 | 2 412     |

Gebietsstand des jeweiligen Jahres, Einwohnerzahl: Stand 31. Dezember, ab 2011 auf Basis des Zensus 2011, ab 2022 auf Basis des Zensus 2022
Bevölkerungsentwicklung der 15 Ortsteile
| Orts-/Gemeindeteil | Bevölkerung im jeweiligen Gebietsstand | Bevölkerung im jeweiligen Gebietsstand | Bevölkerung im jeweiligen Gebietsstand | Bevölkerung im jeweiligen Gebietsstand | Bevölkerung im jeweiligen Gebietsstand | Bevölkerung im jeweiligen Gebietsstand | Bevölkerung im jeweiligen Gebietsstand | Bevölkerung im jeweiligen Gebietsstand | Bevölkerung im jeweiligen Gebietsstand |
| Orts-/Gemeindeteil | 29. Okt. 1946                          | 31. Aug. 1950                          | 31. Dez. 1964                          | 1. Jan. 1971                           | 31. Dez. 1981                          | 31. Dez. 1989                          | 31. Dez. 2000                          |                                        |                                        |
| Uckerland          | –                                      | –                                      | –                                      | –                                      | –                                      | –                                      | –                                      |                                        |                                        |
| Bandelow           | 583                                    | 602                                    | 489                                    | 532                                    | –                                      | –                                      | –                                      |                                        |                                        |
| Fahrenholz         | 405                                    | 481                                    | 358                                    | 358                                    | 255                                    | 214                                    | 171                                    |                                        |                                        |
| Güterberg          | 351                                    | 442                                    | 304                                    | 278                                    | 251                                    | 215                                    | 185                                    |                                        |                                        |
| Hetzdorf           | 327                                    | –                                      | –                                      | –                                      | –                                      | –                                      | –                                      |                                        |                                        |
| Jagow              | 1196                                   | 1381                                   | 1033                                   | 973                                    | 679                                    | 626                                    | 558                                    |                                        |                                        |
| Lemmersdorf        | 526                                    | 844                                    | 678                                    | 738                                    | 741                                    | 712                                    | 626                                    |                                        |                                        |
| Lübbenow           | 368                                    | 468                                    | 413                                    | 416                                    | 378                                    | 425                                    | 348                                    |                                        |                                        |
| Milow              | 584                                    | 601                                    | 428                                    | 398                                    | 273                                    | 230                                    | 193                                    |                                        |                                        |
| Nechlin            | 451                                    | 472                                    | 355                                    | 304                                    | 234                                    | 208                                    | 161                                    |                                        |                                        |
| Schlepkow          | 346                                    | 354                                    | 258                                    | 220                                    | –                                      | –                                      | –                                      |                                        |                                        |
| Trebenow           | 480                                    | 497                                    | 681                                    | 629                                    | 953                                    | 870                                    | 647                                    |                                        |                                        |
| Werbelow           | 284                                    | 336                                    | –                                      | –                                      | –                                      | –                                      | –                                      |                                        |                                        |
| Wilsickow          | 469                                    | 471                                    | 438                                    | 397                                    | 271                                    | 251                                    | 226                                    |                                        |                                        |
| Wismar             | 591                                    | 620                                    | 438                                    | 338                                    | 289                                    | 275                                    | 212                                    |                                        |                                        |
| Wolfshagen         | 458                                    | 516                                    | 555                                    | 507                                    | 379                                    | 359                                    | 419                                    |                                        |                                        |

## Politik

### Gemeindevertretung
Die Gemeindevertretung von Uckerland besteht entsprechend der Einwohnerzahl der Gemeinde aus 16 Gemeindevertretern und dem hauptamtlichen Bürgermeister. Die Kommunalwahl am 9. Juni 2024 führte bei einer Wahlbeteiligung von 78,2 % zu folgendem Ergebnis:
| Partei / Wählergruppe            | Stimmenanteil 2019 | Sitze 2019 |        | Stimmenanteil 2024 | Sitze 2024 |
| -------------------------------- | ------------------ | ---------- | ------ | ------------------ | ---------- |
| CDU                              | 33,2 %             | 5          | 27,6 % | 5                  |            |
| AfD                              | –                  | –          | 20,2 % | 3                  |            |
| Uckerländer                      | 34,0 %             | 6          | 14,8 % | 2                  |            |
| Einzelbewerberin Anni Glasow     | –                  | –          | 12,6 % | 1                  |            |
| Die Hetzdorfer                   | –                  | –          | 08,5 % | 1                  |            |
| SPD                              | 14,5 %             | 2          | 05,4 % | 1                  |            |
| Die Linke                        | 07,8 %             | 1          | 04,2 % | 1                  |            |
| Einzelbewerber Andreas Krieser   | –                  | –          | 02,5 % | 1                  |            |
| Einzelbewerber Maximilian Bartz  | –                  | –          | 01,8 % | –                  |            |
| Bündnis 90/Die Grünen            | –                  | –          | 01,4 % | –                  |            |
| Einzelbewerber Jörg Westphal     | –                  | –          | 01,0 % | –                  |            |
| Einzelbewerberin Birgit Fichtner | 05,2 %             | 1          | –      | –                  |            |
| Einzelbewerberin Corinna Woldegk | 02,8 %             | 1          | –      | –                  |            |
| Einzelbewerber Manuel Höppner    | 02,5 %             | –          | –      | –                  |            |
| Insgesamt                        | 100 %              | 16         | 100 %  | 15                 |            |

Bei der Wahl 2024 entfielen auf die Einzelbewerberin Glasow zwei Sitze, von denen einer unbesetzt bleibt.

### Bürgermeister
- 2002–2008: Monika Becker
- 2008–2016: Christine Wernicke (BVB / Freie Wähler)[22]
- seit 2016: Matthias Schilling (SPD)

Schilling wurde bei der Bürgermeisterwahl am 10. April 2016 mit 50,6 % der gültigen Stimmen gewählt. Bei der Bürgermeisterstichwahl am 30. Juni 2024 wurde er mit 59,7 % der gültigen Stimmen in seinem Amt bestätigt. Seine Amtszeit beträgt acht Jahre.

### Wappen
| Wappen von Uckerland | Blasonierung: „Im roten, mit elf goldenen Samenkörnern (Kugeln) bestreuten Schild eine vierblättrige goldene Rapsblüte mit Butzen und vier Kelchblättern.“ |
| Wappen von Uckerland | Wappenbegründung: Die Symbolik im Wappen bezieht sich auf den in der Region seit Generationen betriebenen Rapsanbau, indem es zentral eine Rapsblüte mit elf gestreuten Körnern zeigt. Sinnbildlich steht die Rapsblüte für die erblühende Gemeinde, die elf Körner verkörpern die elf Ortsteile, die im Wappen paritätisch, d. h. unabhängig von den unterschiedlichen Orts- und Bevölkerungsgrößen dargestellt sind. Das Wappen wurde vom Heraldiker Jörg Mantzsch gestaltet und am 25. Februar 2013 durch das Ministerium des Innern genehmigt. |

### Flagge
„Die Flagge ist Rot - Gelb - Rot (1:3:1) gestreift und mittig mit dem Gemeindewappen belegt.“

### Dienstsiegel
Das Dienstsiegel zeigt das Wappen der Gemeinde mit der Umschrift GEMEINDE UCKERLAND • LANDKREIS UCKERMARK.

### Gemeindepartnerschaft
Partnergemeinde von Uckerland ist die polnische Gemeinde Węgorzyno in der Woiwodschaft Westpommern. Sie liegt etwa 150 Kilometer östlich von Uckerland.

## Sehenswürdigkeiten

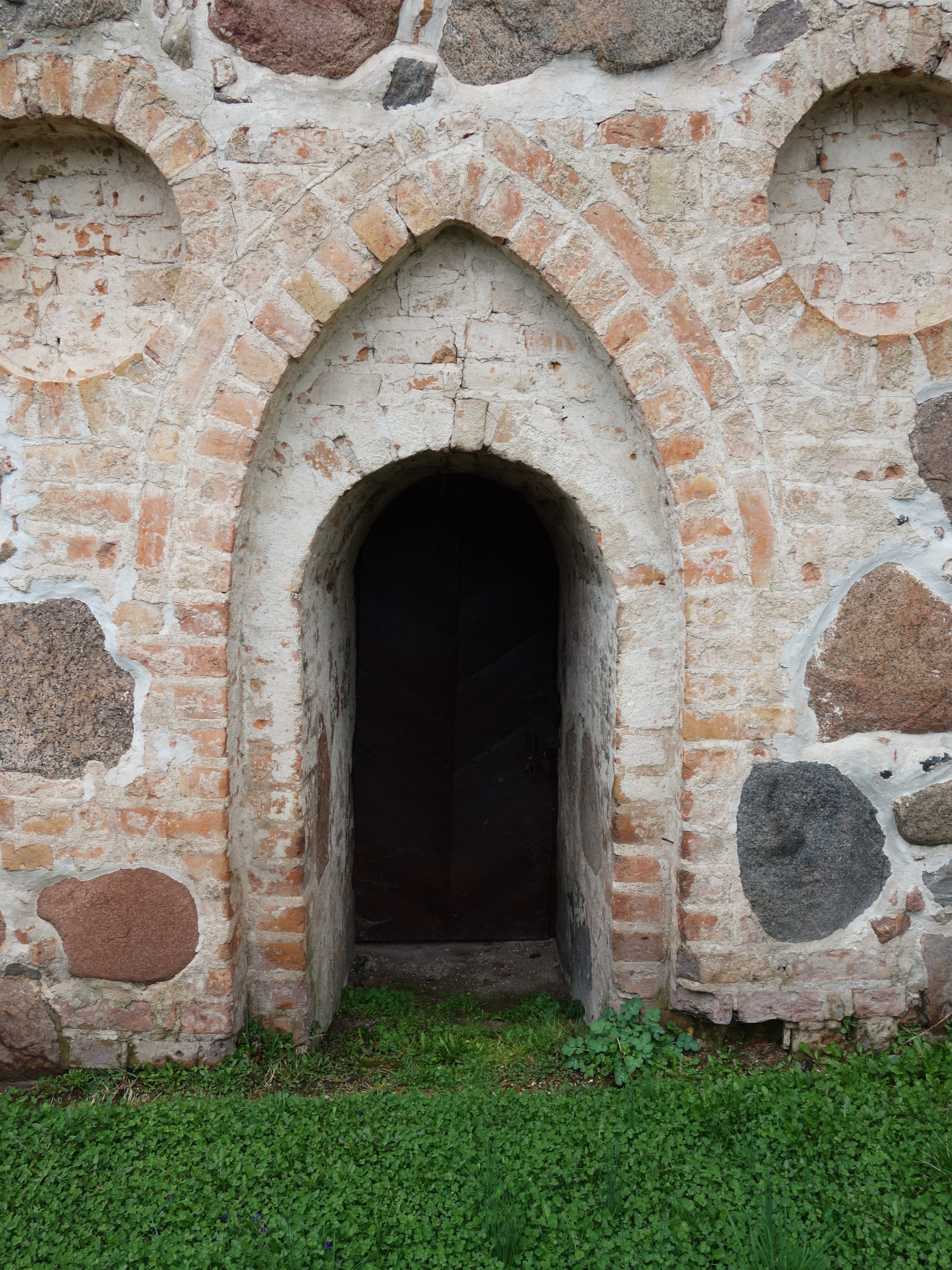
Westportal der Dorfkirche Nechlin

→ Siehe auch Liste der Baudenkmale in Uckerland
- Güterberg
  - Die Dorfkirche Güterberg ist eine Saalkirche im Rundbogenstil aus den Jahren 1840 bis 1842. Die Kirchenausstattung stammt aus der Bauzeit. Die Ostfenster im Norden und Süden zeigen figürliche Glasmalereien und stammen aus dem Jahr 1913.
- Lindhorst:
  - Friedhof Lindhorst, geplant von Peter Joseph Lenné mit Kapelle und freistehender Glocke
  - Ehrenhain für die Gefallenen des Ersten Weltkrieges
  - Gutspark mit Teich von 1825
  - Speicher mit ovalen Fenstern
- Lübbenow:
  - Dorfkirche[27] als Feldsteinkirche mit Backstein; Kanzel von 1581, Altar von 1727
  - Klassizistisches Herrenhaus Lübbenow von 1826
- Milow:
  - Feldsteinkirche aus der Mitte des 13. Jahrhunderts
  - Denkmalgeschütztes Giebelvorlaubenhaus
- Dorfkirche Nechlin, Feldsteinbau mit gotischem Backsteinportal
- Die Dorfkirche Schlepkow ist eine Feldsteinkirche aus der zweiten Hälfte des 13. Jahrhunderts. Im Innern steht eine einheitliche Kirchenausstattung aus der ersten Hälfte des 17. Jahrhunderts.
- Barocke Dorfkirche von Taschenberg von 1735
- Park und Gutshof Wilsickow
- Wolfshagen:
  - Ruine der Burg Blankenburg im
  - Park Wolfshagen von Peter Joseph Lenné um 1830 und Gutsanlage mit Forsthaus, Gärtnerhaus, zweigeschossigem Speicher, besagter Burgruine, Zollhaus sowie der Königssäule von 1834
  - Neugotische Kirche Wolfshagen von 1858
- Die Dorfkirche Wismar ist eine Feldsteinkirche aus der zweiten Hälfte des 13. Jahrhunderts. Im Innenraum steht unter anderem ein barocker Kanzelaltar aus der ersten Hälfte des 18. Jahrhunderts, der ursprünglich in der Kirche Schwarzensee aufgestellt war.

## Wirtschaft und Infrastruktur
Im Ortsteil Milow hat der Schibri-Verlag seinen Sitz.
Verkehr
Durch das Gemeindegebiet von Uckerland verlaufen:
- Bundesstraße 104 zwischen Strasburg und Pasewalk
- Bundesstraße 198 zwischen Woldegk und Prenzlau
- Landesstraße L 255 zwischen Strasburg und dem Gemeindeteil Kutzerow
- Landesstraße L 256 zwischen Louisfelde (Strasburg) und Nieden
- Landesstraße L 257 zwischen den Gemeindeteilen Lindhorst und Werbelow
- Landesstraße L 258 zwischen dem Ortsteil Trebenow und Prenzlau

Der Haltepunkt Nechlin an der Bahnstrecke Angermünde–Stralsund wird von der Linie RE 3 Stralsund–Berlin–Falkenberg (Elster) bedient.
Die Bahnstrecke Prenzlau–Strasburg mit den Haltepunkten Kutzerow, Taschenberg, Lindhorst, Fahrenholz und Güterberg wurde 1995 stillgelegt.

## Persönlichkeiten
- Eberhard Baumann (1871–1956), evangelischer Theologe, Konsistorialrat und Superintendent, geboren in Lübbenow
- Ulrich Kasparick (* 1957), Mitglied des Deutschen Bundestages 1998–2009, seit 2011 Pfarrer in Hetzdorf